# Mimosa catalinae
Mimosa catalinae är en ärtväxtart som beskrevs av Leon. Mimosa catalinae ingår i släktet mimosor, och familjen ärtväxter. Inga underarter finns listade i Catalogue of Life.